# Kingsman: The Secret Service
Kingsman: The Secret Service is een Britse-Amerikaanse komische actiefilm uit 2014, geregisseerd door Matthew Vaughn. De film is gebaseerd op de stripboekenserie The Secret Service van Dave Gibbons en Mark Millar. De film was voor het eerst te zien op 13 december 2014 tijdens het Butt-Numb-A-Thon Film Festival in Austin (Texas).

## Verhaal
Kingsman is een genootschap van geheim agenten dat wereldwijd opereert. Als een van de leden omkomt bij een operatie wordt aan de overgebleven leden van Kingsman gevraagd om een kandidaat opvolger voor te dragen. Galahad, een van de veteranen van Kingsman kiest voor Eggsy, de zoon van een oud-kingsman die ooit zijn leven heeft gered. Na enige aarzeling stemt Eggsy, die een problematische jeugd kent, toe en treedt hij toe tot wat ‘de gevaarlijkste sollicitatieprocedure ter wereld’ wordt genoemd. Na een heftige training blijft hij uiteindelijk samen met Roxy over, maar hij valt op het laatste moment af en lijkt terug te moeten keren naar zijn oude leventje.
Ondertussen werkt Richmond Valentine, multimiljardair  en eigenaar van een communicatiebedrijf, samen met zijn assistente Gazelle aan een geheim plan om de wereldbevolking drastisch in te perken. Dit doet hij door gratis simkaarten te verspreiden die hij met een signaal kan activeren waardoor iedereen in de omgeving ontsteekt in blinde woede en elkaar zal afmaken. Galahad komt achter de plannen maar wordt vermoord door Valentine als hij het plan probeert te stoppen. Eggsy heeft dit via een videolink kunnen zien gebeuren en wil alsnog Kingsman helpen om zijn dood te wreken. Hij ontdekt dat de leider van Kingsman in het complot van Valentine zit en vermoordt hem. Samen met Roxy en Merlin, de trainer van Kingsman, gaat hij achter Valentine aan en weet hij net op tijd zijn plannen te dwarsbomen en zo de wereld te redden. Hij mag vervolgens alsnog toetreden tot Kingsman.

## Rolverdeling
| Acteur            | Personage              |
| ----------------- | ---------------------- |
| Colin Firth       | Harry Hart / Galahad   |
| Taron Egerton     | Gary 'Eggsy' Unwin     |
| Michael Caine     | Chester King / Arthur  |
| Samuel L. Jackson | Richmond Valentine     |
| Sofia Boutella    | Gazelle                |
| Jack Davenport    | Lancelot               |
| Mark Strong       | Merlin                 |
| Mark Hamill       | Professor James Arnold |
| Sophie Cookson    | Roxy / Lancelot        |
| Hanna Alström     | Prinses Tilde          |
| Samantha Womack   | Michelle Unwin         |
| Ralph Ineson      | Politieman             |

## Ontvangst
Op Rotten Tomatoes kreeg de film 74% aan positieve reviews en een gemiddelde score van 6.7/10, gebaseerd op 178 reviews. Op Metacritic kreeg de film een score van 59/100 gebaseerd op 38 reviews. Op IMDb kijgt de film een score van 8/10. Volgens Box Office Mojo, leverde de film wereldwijd meer dan 400 miljoen dollar op.

## Vervolg
In mei 2016 werd in Empire Magazine meer info gegeven over het vervolg Kingsman: The Golden Circle. De film werd eveneens geregisseerd door Matthew Vaugn, ook de hoofdrolspelers namen hun rollen op voor dit vervolg. Naast details over het verhaal werd er ook concept art vrijgegeven. Daarin waren het vernietigd hoofdkwartier van de Kingsman, het hoofdkwartier van de Stateman (de Amerikaanse collega's van de Kingsman) en de ingang van Poppyland, het schuiladres van de schurk van de film te zien. In de film zullen de Kingsmen de hulp moeten inroepen van de Stateman om Poppy te verslaan en zo, opnieuw, de wereld te redden.